# Британский жестовый язык

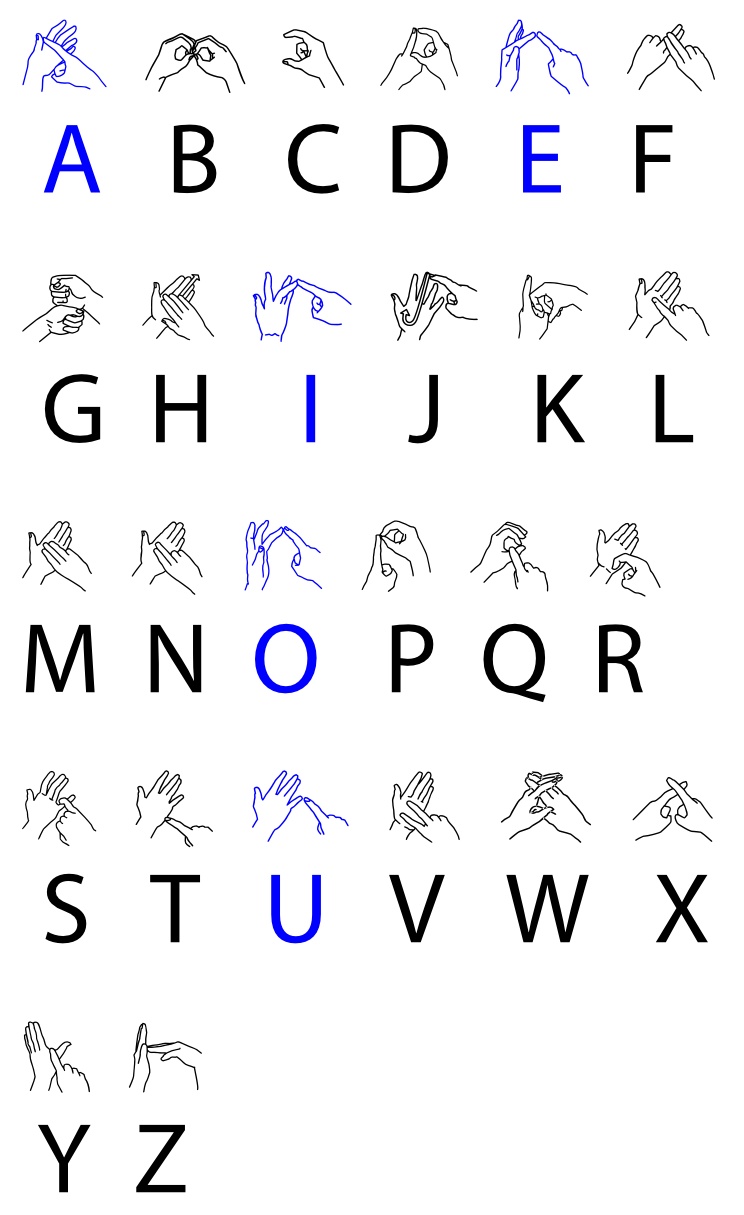
Дактильный алфавит языков семьи британского жестового языка

Брита́нский же́стовый язы́к (англ. British Sign Language; также BSL) — жестовый язык одноимённой семьи, используемый глухими и слабослышащими Великобритании. Около 125 000 глухих взрослых используют BSL, а также около 20 000 детей. В 2011 году 15 000 людей сообщили, что БЖЯ — их основной язык. При разговоре на британском жестовом языке вовлекаются руки, корпус, лицо и голова. BSL владеет множество слышащих людей, вовлечённых в сообщество глухих через глухих родственников и знакомых.

## История
Первые упоминания о жестовом языке глухих датируются 1576 годом, когда на нём провели свадьбу глухих. Британский жестовый язык эволюционировал аналогично другим языкам. Томас Брейдвуд, учитель из Эдинбурга, основал Брейдвудскую академию для глухих в 1760 году, это первое в Великобритании учебное заведение для людей с нарушениями слуха. Он использовал жестовый язык для общения с воспитанниками. Ученик Брейдвуда, Джозеф Уотсон, в 1792 году уволился, чтобы основать первую государственную школу для глухих в Бёрмондзи.
В 1815 году американский протестант-миссионер Томас Гэллодет путешествовал по Европе, изучая педагогические приёмы преподавания глухим. Ему отказали в обеих вышеупомянутых школах, и он получил основные данные в Париже; в результате амслен принадлежит к семье французского жестового языка.
До 1940-х годов жестовый язык использовался тайно, так как акцент при обучении делался на чтение по губам. С 1970-х отношение к нему в образовании меняется на доброжелательное. BSL эволюционировал за это время, к примеру, из него исчезло слово «ростовщик» и появились жесты для понятий «факс-аппарат» и «лазер». Изменение уровня поддержки языка означает, что там, где молодёжь предпочитает использовать жесты, пожилые носители обходятся пальцевым алфавитом.

## Лингвистические сведения

### Грамматика
В БЖЯ используется актуальное членение предложения, обычный порядок слов вне его — OSV, а определение предшествует определяемому.

### Генетические связи
Хотя и в Великобритании, и в США основным языком является английский, жестовые языки этих двух стран относятся к разным языковым семьям: распространённый в США амслен входит в семью французского языка, как и ирландский жестовый язык. Британский жестовый язык отличается также от калькированной английской речи, являющейся дословным переводом с английского на жесты.
Жестовые языки, использующиеся в Австралии, Новой Зеландии и Южно-Африканской республике, эволюционировали из британского жестового языка XIX века, в них используется одинаковый пальцевый алфавит и грамматика, а большинство слов совпадает. Из-за такой близости британский, австралийский, новозеландский и южноафриканский жестовые языки часто считаются диалектами языка BANZSL. На австралийский жестовый язык повлияло то, что первые школы для глухих создавали выходцы из Лондона, Эдинбурга и Дублина.
У австралийского, британского и новозеландского языков список Сводеша совпадает на 82 %; если считать и когнаты, то сходство увеличивается до 98 %.
Макатон, система коммуникации для людей с нарушениями речевого общения, была создана на основе знаков британского жестового языка.
Носители британского жестового языка выступают за то, чтобы его распознавали аналогично валлийскому, гэльскому и ирландскому языкам. БЖЯ получил статус полноправного языка Великобритании 18 марта 2003 года, однако он не охраняется государством, хотя переводчики британского жестового языка должны быть сертифицированы.
У BSL имеется несколько диалектов, и жестовая речь шотландца может отличаться от речи жителя Южной Англии.

## Использование
Многие британские телепередачи снабжены сурдопереводом. Канал BBC News снабжает ежедневные выпуски новостей в 07:00, 08:00 и 13:00 сурдопереводом. Канал BBC One повторяет программы из прайм-тайм после полуночи, снабжая их переводом на жестовый язык.

## Изучение

Жест «спасибо» на британском жестовом языке

В Великобритании имеется несколько учебных заведений — колледжей и обучающих центров, где можно получить знания по БЖЯ, кроме того, существует три экзамена, оценивающих владение БЖЯ.
Экзамен «Signature excellence in communication with deaf people» проводится организацией Qualifications and Curriculum Authority и имеет следующие уровни:
- I — начальный;
- II — продолжающий;
- III/ NVQ 3 — продвинутый;
- NVQ 6 — требуется для получения квалификации переводчика английского и жестового языка.

Британская ассоциация глухих создала Академию британского жестового языка, чтобы профессионально оказывать образовательные услуги в области БЖЯ.
В Шотландии существует система «Scottish Qualifications Authority», оценивающая уровень владения разнообразными дисциплинами, включая БЖЯ, на основании трёхуровневые шкалы.
Также существует Британская ассоциация переводчиков жестового языка, которая занимается вопросами профессионального роста переводчиков БЖЯ.